# Élections législatives de 1956 en Seine-et-Oise
Les élections législatives françaises de 1956 se tiennent le 2 janvier.
Ce sont les dernières élections législatives de la Quatrième république, après les élections de novembre 1946 et de juin 1951.

## Mode de scrutin
L'Assemblée nationale est composée de 626 sièges pourvus au scrutin proportionnel plurinominal suivant la règle au plus fort reste dans le cadre départemental, sans panachage.
Le vote préférentiel est admis, en inscrivant un numéro d'ordre en face du nom d'un, de plusieurs ou de tous les candidats de la liste. Mais l'ordre ne pourra être modifié que si au moins la moitié des suffrages portés sur la liste est numéroté. Dans les faits les modifications ne dépasseront jamais les 7%.
La loi électorale du 7 mai 1951, dite loi des apparentements ne s'applique pas dans le département. Un seuil de 5% des voix doit être franchit pour prétendre à un siège.
Dans le département de Seine-et-Oise, dix-huit députés sont à élire, dans deux circonscriptions :
1. La première correspond aux Arrondissements de Pontoise et de Mantes, auxquels s'ajoutent les cantons d'Argenteuil, Poissy, Maisons-Laffitte et Montfort-l'Amaury, dotée de 9 sièges ;
2. La deuxième, également dotée de 9 sièges, regroupe les Arrondissements de Versailles, Rambouillet et Corbeil (moins les quatre cantons pré-cités).

## Élus
| Député sortant        | Parti | Parti    | Député élu ou réélu   | Parti | Parti   |
| --------------------- | ----- | -------- | --------------------- | ----- | ------- |
| 1re Circonscription   |       |          |                       |       |         |
| Mathilde Gabriel-Péri |       | PCF      | Mathilde Gabriel-Péri |       | PCF     |
| Antoine Demusois      |       | PCF      | Antoine Demusois      |       | PCF     |
| Robert Ballanger      |       | PCF      | Robert Ballanger      |       | PCF     |
| Germaine Degrond      |       | SFIO     | Germaine Degrond      |       | SFIO    |
| Michel Bernard        |       | UDSR     | Jean de Lipkowski     |       | PRRES   |
| Robert Bichet         |       | MRP      | Robert Bichet         |       | MRP     |
| Germaine Peyroles     |       | MRP      | Léon Hovnanian        |       | Rad-soc |
| Jean-Paul David       |       | RGR      | Jean-Paul David       |       | RGR     |
| Jean Frugier          |       | ARS      | René Couturaud        |       | UFF     |
| 2e Circonscription    |       |          |                       |       |         |
| Lucien Midol          |       | PCF      | Lucien Midol          |       | PCF     |
| Eugénie Duvernois     |       | PCF      | Eugénie Duvernois     |       | PCF     |
| Charles Benoist       |       | PCF      | Charles Benoist       |       | PCF     |
| Pierre Métayer        |       | SFIO     | Pierre Métayer        |       | SFIO    |
| Maurice Béné          |       | Rad-soc  | Maurice Béné          |       | Rad-soc |
| Gilbert Cartier       |       | MRP      | Gilbert Cartier       |       | MRP     |
| Édouard Bonnefous     |       | UDSR     | Édouard Bonnefous     |       | UDSR    |
| André Mignot          |       | ARS      | André Mignot          |       | ARS     |
| Jean-Paul Palewski    |       | Rép. soc | Jean Berthommier      |       | UFF     |

## Résultats

### 1ecirconscription (Pontoise–Mantes)
|                | Mathilde Gabriel-Péri Parti communiste français                                            | 160 861 | 36,37  | 3 |  |  |
|                | Jean de Lipkowski Parti républicain pour le redressement économique et social (CAGI - LJR) | 42 738  | 9,66   | 1 |  |  |
|                | René Couturaud Union et fraternité française                                               | 41 156  | 9,31   | 1 |  |  |
|                | Jean-Paul David Rassemblement des gauches républicaines (CNIP - ARS)                       | 40 557  | 9,17   | 1 |  |  |
|                | Germaine Degrond Section française de l'Internationale ouvrière                            | 40 340  | 9,12   | 1 |  |  |
|                | Robert Bichet Mouvement républicain populaire                                              | 28 900  | 6,54   | 1 |  |  |
|                | Léon Hovnanian Parti radical                                                               | 25 356  | 5,73   | 1 |  |  |
|                | Charles Reibel Centre national des indépendants et paysans                                 | 15 419  | 3,49   | - |  |  |
|                | Louis Terrenoire Républicains sociaux                                                      | 14 240  | 3,22   | - |  |  |
|                | Michel Bernard Union démocratique et socialiste de la Résistance (CNIG - CRAP)             | 9 310   | 2,11   | - |  |  |
|                | Jean Frugier Action républicaine et sociale                                                | 8 507   | 1,92   | - |  |  |
|                | Henri Coquelle Centre national des indépendants et paysans                                 | 8 050   | 1,82   | - |  |  |
|                | Gaston Bergery Union pour le Redressement de la France                                     | 4 165   | 0,94   | - |  |  |
|                |                                                                                            |         |        |   |  |  |
| Inscrits       | Inscrits                                                                                   | 541 286 | 100,00 | 9 |  |  |
| Abstentions    | Abstentions                                                                                | 81 368  | 15,03  |   |  |  |
| Votants        | Votants                                                                                    | 459 918 | 84,97  |   |  |  |
| Blancs et nuls | Blancs et nuls                                                                             | 17 661  | 3,84   |   |  |  |
| Exprimés       | Exprimés                                                                                   | 442 257 | 96,16  |   |  |  |

### 2ecirconscription (Versailles–Rambouillet–Corbeil)
| Parti    | Parti         | Tête de liste             | Résultats | Résultats | Appar. | Appar. | Sièges |
| Parti    | Parti         | Tête de liste             | Voix      | %         | Voix   | %      | Nb.    |
| -------- | ------------- | ------------------------- | --------- | --------- | ------ | ------ | ------ |
|          | PCF           | Lucien Midol              | 141 741   | 31,61     | -      | -      | 3      |
|          | Rad-soc       | Maurice Béné              | 57 152    | 12,75     | -      | -      | 1      |
|          | UFF           | Jean Berthommier          | 42 985    | 9,59      | -      | -      | 1 1    |
|          | SFIO          | Pierre Métayer            | 42 876    | 9,56      | -      | -      | 1      |
|          | RGR-UDSR-CNIG | Édouard Bonnefous         | 41 709    | 9,30      |        |        | 1      |
|          | CNIP-ARS      | André Mignot              | 39 437    | 8,80      |        |        | 1      |
|          | MRP           | Gilbert Cartier           | 25 101    | 5,60      |        |        | 1      |
|          | CNIP          | Henri Longuet             | 19 274    | 4,30      |        |        | 0      |
|          | Rép. soc      | Jean-Paul Palewski        | 18 510    | 4,13      |        |        | 0 1    |
|          | Réf. État     | Roger Palmieri            | 10 427    | 2,33      | -      | -      | 0      |
|          | ESICS         | Christian Roland-Gosselin | 6 831     | 1,52      | -      | -      | 0      |
|          | GAP           | Paul Guigou               | 88        | 0,02      | -      | -      | 0      |
|          |               |                           |           |           |        |        |        |
| Inscrits | Inscrits      | Inscrits                  | 544 555   | 100,00    |        |        | 9      |
| Votants  | Votants       | Votants                   | 462 801   | 84,99     |        |        |        |
| Exprimés | Exprimés      | Exprimés                  | 448 365   | 96,88     |        |        |        |